# Grande Halle d'Auvergne

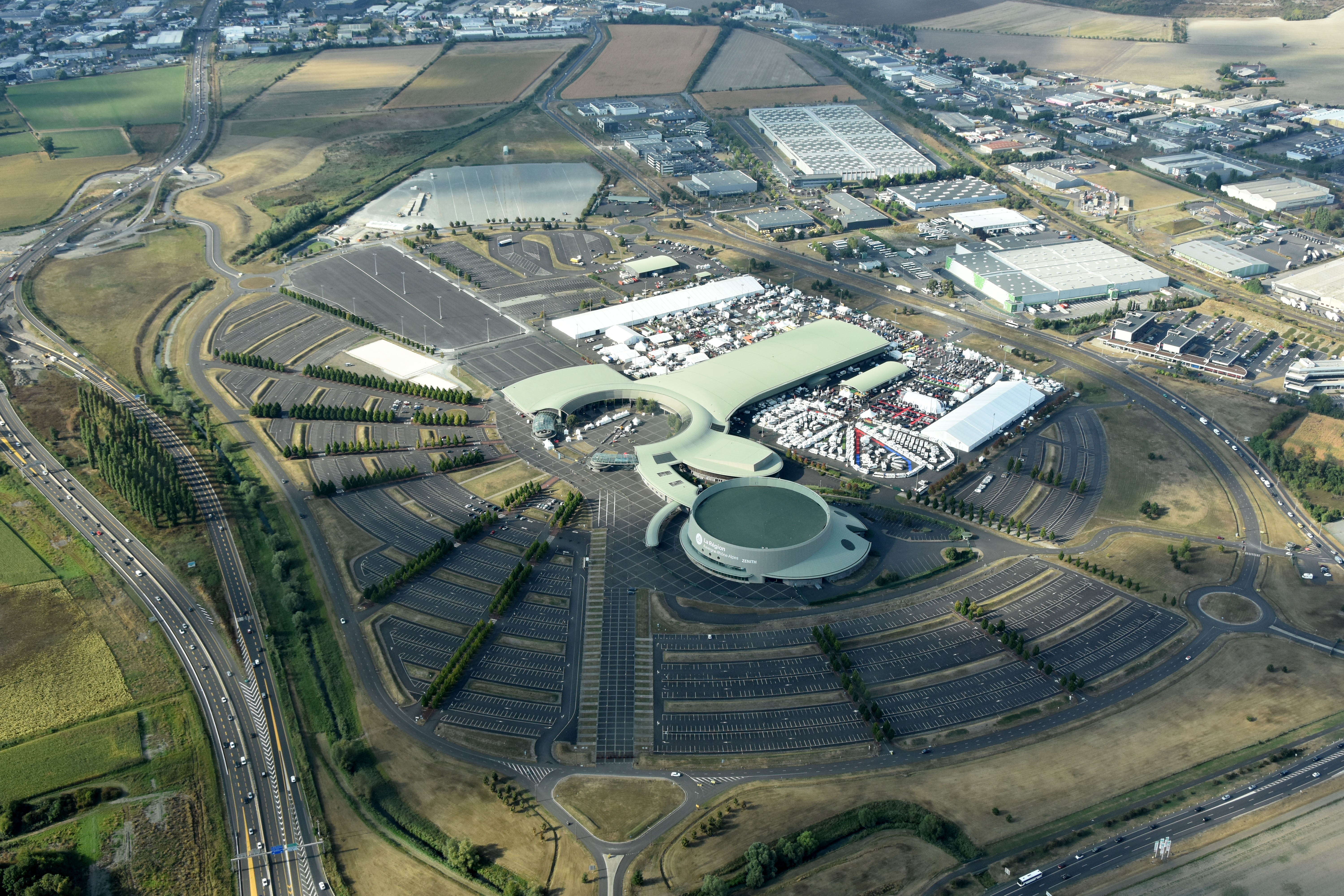
La grande halle d'Auvergne et le zénith le 7 septembre 2018.

La Grande Halle d'Auvergne est un équipement polyvalent qui sert de parc d'expositions, de centre de congrès, de salle de sport, de réception ou de spectacle. Il est situé à Cournon-d'Auvergne, au sud-est de l'agglomération de Clermont-Ferrand (Auvergne-Rhône-Alpes).

## Différents espaces composant la Grande Halle
Sur 100 hectares, la Grande Halle comporte plusieurs espaces pour accueillir les manifestations :
- Deux halls d'exposition de 12 600 m2 et 10 440 m2 [1]
- Deux espaces extérieurs de 39 500 m2 chacun[2]
- Un centre de conférence avec un amphithéâtre de 614 places et 13 salles de 40 à 200 m2.
- Les Salons d'Auvergne, espace de 2 400 m2

La grande Halle est située juste à côté du Zénith d'Auvergne, salle de spectacle qui peut accueillir jusqu'à 9400 spectateurs. Les deux sites ont été construits ensemble afin d'être complémentaires. Ils partagent les mêmes parkings et peuvent être combinés pour accueillir certains événements comme le Sommet de l'élevage.

## Architecture et construction
La Grande Halle a été conçue par les architectes André Grésy, Michel Bertherat et Richard Van Le.
Le bâtiment a été conçu pour se situer dans l'axe du plateau de Gergovie, qui se trouve à proximité. Sa couleur verte a été décidée pour que la Halle s'intègre dans le paysage de la chaîne des Puys.
La construction sur un terrain marécageux a nécessité l'installation de 1.000 pieux. Le bâtiment a été achevé le 28 novembre 2003.
Le projet initial prévoyait la construction de trois halles de 10,000 m chacune mais une seule a été construite au départ. Une deuxième halle de 10 400 mètres carrés a été ajoutée en 2021.

## Événements notables accueillis
- Départ du rallye Dakar en 2004[8].
- Foire exposition de Clermont-Cournon depuis 2004
- Sommet de l'élevage
- 1er tour de la Coupe Davis 2007 : France-Roumanie
- La Convention de La France Insoumise les 25 et 26 novembre 2017
- L'arrivée de la 2e étape du Tour Auto Optic 2000 le 19 avril 2023[9]
- Tournage de l'émission de M6 "99 à battre" en 2025[10].